# Битва при Тальякоццо
Битва при Тальякоццо — сражение, состоявшееся 23 августа 1268 года близ города Скуркола-Марсикана, в котором войско швабского герцога Конрадина потерпело поражение от Карла Анжуйского. После этого французское господство в Южной Италии окончательно укрепилось, а Священная Римская империя потеряла последнего представителя правящего императорского дома Гогенштауфенов.

## Предыстория
Немецкие императоры из рода Гогенштауфенов, отнявшие Сицилийское королевство у норманнов в 1197 году, стремились с покончить с оппозицией из городов-коммун Северной Италии и папства. Это противостояние привело к выделению двух фракций: гвельфов и гибелинов.
Смерть императора Фридриха II оставила разделила его владения: в Германии признали власть его законного наследника — Конрада (прозванного в Италии Конрадином), в то время как власть в Сицилии получил незаконнорождённый потомок покойного — Манфред Сицилийский. Сперва последний правил как регент своего племянника — Конрада, но в 1257 году он объявил себя королём, опираясь на слухи о смерти своего родственника.
Папа Климент IV, опасавшийся усиливавшегося влияния сицилийского правителя, решил предоставить эту корону своему соотечественнику Карлу Анжуйскому. Последний, заручившись такой поддержкой, смог вторгнуться в Италию, и разбил Манфреда в битве при Беневенто.
После этой битвы папство продолжало поддерживать Карла, способного сдерживать Гогенштауфенов и их сторонников — гибеллинов. Кроме этого, Карл обещал править только в Южной Италии, оставив Северную для Святого престола. После того, как армия 16-летнего Конрада получила поддержку от тосканцев, Климент попросил своего южного соседа избавиться от этой угрозы.

## Битва
Армии противников встретились рядом с городом Тальякоццо.
Армия Конрада была разделена на три части:
- В первой находились испанские и французские рыцари, ведомые инфантом Генрихом Кастильским.
- Во вторую входили большей частью итальянские рыцари, но были и немецкие, соединение возглавлял Гальвано Лансия.
- Последнюю составляли только немецкие рыцари под командованием Конрада и его друга Фридриха Баденского.

Карл также поделил свои войска на три соединения:
- Первое составляли итальянские и провансальские рыцари.
- Второе — французские рыцари.
- Третье — французские ветераны, возглавляемые Карлом.

Войско Конрада связало себя борьбой с первыми двумя отрядами Карла, и он атаковал противника из засады. Гибеллины были разбиты, сам Конрад пытался убежать в Рим, но был пойман. Позже его казнили, и тем самым род Гогенштауфенов окончательно пресёкся.